# Голям кръст на Железния кръст
Голям кръст на Железния кръст (на немски: Großkreuz des Eisernen Kreuzes) е военен орден предназначен за генерали победители от пруската армия и нейните съюзници. Това е най-високата степен на Железния кръст I и II степен.

## История
Учреден е на 10 март 1813 г. по време на Наполеоновите войни. Награждаването му се извършвало най-често периодично по време на големите войни. През 1870 г. награждаването било подновено, по време на Френско-пруската война, като продължава до началото на Първата световна война през 1914 г. От 1939 г., след като Адолф Хитлер идва на власт, отличието е подновено като Железен кръст на германски кръст, а не като пруски.
Също отличието е два пъти по-голямо от самия Железен кръст и за разлика от него то е прикрепено на лента, която се поставя около врата. По-новата награда, създадена на 1 септември 1939 г., е Рицарски кръст, прикрепен също на лента. Той обаче бил сравнително по-малък от Големия кръст на Железния кръст, но по-голям от Железния кръст.

## Награждаване

### Наполеонови войни (1813 – 1815)
През 1813 г. петима души получили отличието Голям кръст на Железния кръст, връчен за храброст по време на Наполеоновите войни:
- Гебхард Леберехт фон Блюхер – (31 август 1813), командващ пруските части в битката при Ватерло, по-късно награден със Звездата на Големия кръст.
- Фридрих Вилхелм Фрайер фон Бюлов – (15 септември 1813)
- Престолонаследникът Карл XIV Йоан (Жан-Батист Бернадот) – (есента на 1813), преди маршал Наполеон I, после избран за регент и престолонаследник на Швеция, също така активен член в шестата коалиция срещу Наполеон.
- Богислав Фридрих Емануел фон Тауенцин – (26 януари 1814)
- Лудвиг Йорк фон Вартенбург – (31 март 1814)

### Френско-пруска война (1870 – 1871)
В периода от 1870 до 1871 г. честта са имали девет души:
- Престолонаследникът Алберт Саксонски – (22 март 1871), командващ обединилата се Пруско-Саксонска полева армия
- Аугуст Карл фон Гьобен – (22 март 1871)
- Едвин Фрайер фон Мантойфел – (22 март 1871)
- Хелмут фон Молтке Старши – (22 март 1871) началник на Генералния щаб
- Пруският принц Фридрих Карл – (22 март 1871)
- Пруският престолонаследник Фридрих III (по-късно става кайзер) – (22 март 1871)
- Аугуст Граф фон Вердер – (22 март 1871)
- Вилхелм I – (16 юни 1871), главнокомандващ на пруската армия.
- Фридрих Францис II (Велик херцог на Мекленбург) – (4 декември 1871)

### Първа световна война (1914 – 1918)
Подновен отново на 5 август 1914 г. то е връчено на 5 души:
- Кайзер Вилхелм II – (11 декември 1916)
- Паул фон Хинденбург – (9 декември 1916), по-късно награден и със Звездата на Големия кръст.
- Ерих Лудендорф – (24 март 1918)
- Принц Леополд Баварски – (4 март 1918)
- Аугуст фон Макензен – (9 януари 1917)

### Втора световна война (1939 – 1945)
По време на господството на Третия райх, Железният кръст както и Големият кръст на Железния кръст били изцяло обновени като германска декорация с нарисувана в средата свастика. Той останал най-високата степен на награда дори и от Рицарския кръст и неговите различни степени.
През цялата световна война само Херман Гьоринг (19 юли 1940) е имал възможността да бъде награден с отличието.